# قائمة الصحف في الأردن
هذه الصفحة تحتوي على قائمة الصحف اليومية والأسبوعية في الأردن:
| الاسم                 | التأسيس | اللغة                | رئيس التحرير      | الاصدار | الموقع الإلكتروني                       | ملاحظة                                      |
| --------------------- | ------- | -------------------- | ----------------- | ------- | --------------------------------------- | ------------------------------------------- |
| صحيفة الرأي           | 1971    | العربية              | عبد الوهاب زغيلات | يومية   | www.alrai.com                           |                                             |
| جوردان تايمز          | 1975    | الإنجليزية           | سامر برهوم        | يومية   | www.jordantimes.com                     |                                             |
| صحيفة الأمم           | 2015    | العربية              | عبداللطيف القرشي  | يومية   | https://omamjo.com/                     |                                             |
| صحيفة الشعب           | 2014    | العربية و الانجليزية | خالد الخريشا      | يومية   | https://shaabjo.com/                    |                                             |
| صحيفة الدستور         | 1967    | العربية              | محمد حسن التل     | يومية   | www.addustour.com                       |                                             |
| صحيفة اللواء          | 1972    | العربية              | بلال حسن التل     | أسبوعية | al-liwa.net -مؤرشف                      |                                             |
| شيحان                 | 1984    | العربية              | جهاد المومني      | أسبوعية | http://www.shihan-news.com/             |                                             |
| صحيفة العرب اليوم     | 1997    | العربية              | طاهر العدوان      | يومية   | https://www.arabstoday.net/             | توقفت عن الصدور بشكل ورقي                   |
| صحيفة الأهالي         | 1990    | العربية              | عدنان خليفة       | أسبوعية | https://www.hashd-ahali.org/main/ahali/ | تصدر عن حزب الشعب الديموقراطي الأردني (حشد) |
| صحيفة السبيل          | 1993    | العربية              | رئيس التحرير      | يومية   | http://assabeel.net/                    | توقفت عن الصدور                             |
| صحيفة الديار الأردنية | 2003    | العربية              | محمد سلامة        | يومية   | https://w.mdar.co/%5Bوصلة+مكسورة%5D     |                                             |
| صحيفة الغد            | 2003    | العربية              | محمد عليان        | يومية   | www.alghad.com                          |                                             |
| صحيفة الأنباط         | 2005    | العربية              | رياض الحروب       | يومية   | www.alanbat.net                         |                                             |

## وصلات خارجية
- قائمة الصحف الصادرة في الأردن ملف وورد على موقع
- موقع المطبوعات والنشر في الأردن نسخة محفوظة 24 مارس 2009 على موقع واي باك مشين.
- قائمة ببعض المواقع الالكترونية ليعض الصحف الأردنية على موقع نسخة محفوظة 1 يونيو 2009 على موقع واي باك مشين. المجلس الأعلى للإعلام في الأردن
- الموقع الرسمي لالمجلس الأعلى للإعلام نسخة محفوظة 28 أبريل 2009 على موقع واي باك مشين.